# NGC 7785
NGC 7785 is een elliptisch sterrenstelsel in het sterrenbeeld Vissen. Het hemelobject werd op 25 oktober 1785 ontdekt door de Duits-Britse astronoom William Herschel.

## Synoniemen
- UGC 12841
- MCG 1-60-49
- ZWG 407.75
- KARA 1045
- PGC 72867